# Merosargus coriaceus
Merosargus coriaceus är en tvåvingeart som beskrevs av Giglio-tos 1891. Merosargus coriaceus ingår i släktet Merosargus och familjen vapenflugor. Inga underarter finns listade i Catalogue of Life.